# Denzel Comenentia
Denzel Comenentia (Amsterdam, 25 november 1995) is een Nederlandse atleet die is gespecialiseerd in kogelstoten, discuswerpen en kogelslingeren. Op dit laatste onderdeel is hij sinds 2018 Nederlands recordhouder. Hij nam eenmaal deel aan de Olympische Spelen.

## Levensloop
Comenentia is de zoon van een Curaçaose vader en een Surinaamse moeder. Op jonge leeftijd werd hij lid van atletiekvereniging AAC. Hij had een voorkeur voor de sprint, maar op advies van zijn moeder specialiseerde hij zich in de werpnummers. Toen hij in 2014 zilver won bij het kogelstoten op de wereldkampioenschappen voor junioren werd hij gescout door een aantal Amerikaanse universiteiten. Hij ging in op een aanbod van de Universiteit van Georgia in Atlanta, waar Don Babbitt coachte. Babbitt had eerder de kogelstoters Reese Hoffa en Adam Nelson begeleid.
Comenentia deed voor de eerste keer van zich spreken bij de senioren toen hij op de Nederlandse indoorkampioenschappen van 2014 zilver won bij het kogelstoten. Een jaar later werd hij Nederlands kampioen op datzelfde onderdeel. In datzelfde jaar won hij goud op de Nederlandse kampioenschappen bij het kogelstoten en kogelslingeren. 
In maart 2018 brak hij in Atlanta het zestien jaar oude Nederlandse record kogelslingeren van Ronald Gram en bracht het op 72,63 m. Twee weken later verpulverde hij zijn eigen record en bracht het op 76,29 en iets later zelfs op 76,41. Comenentia plaatste zich zodoende voor de Europese kampioenschappen in Berlijn. Hij plaatste zich ook voor het onderdeel kogelstoten met een afstand van 20,44. Daar beide onderdelen op dezelfde dag werden gehouden, besloot Comenentia alleen aan het onderdeel kogelslingeren mee te doen. Hij kwam met een afstand van 70,70 te kort om zich te plaatsen voor de finale. Ook op de wereldkampioenschappen in Doha het jaar daarop slaagde hij er bij het kogelstoten niet in om zich te kwalificeren voor de finale. 
Twee jaar later wist Comenentia zich niet te plaatsen voor de Olympische Spelen van Tokio. In 2019 wierp hij een nieuw Nederlands record van 76,80 m. In mei 2023 gooide hij in Tucson 78,01 m, maar liet dit niet als Nederlands record registreren. Op de wereldkampioenschappen in Boedapest lukte het hem niet om in de finale te komen. In mei 2024 wierp hij in Los Angeles 79,09 m. Dit was niet alleen een verbetering van het Nederlandse record, maar ook ruim genoeg om zich te plaatsen voor de Olympische Spelen van Parijs.

## Persoonlijk
Comenentia viel in 2015 tijdens een oefening in het krachthonk en raakte daardoor blind aan zijn rechteroog.

## Kampioenschappen

### Internationale kampioenschappen
| Onderdeel      | Titel         | Jaar |
| -------------- | ------------- | ---- |
| kogelstoten    | NCAA-kampioen | 2018 |
| kogelslingeren | NCAA-kampioen | 2018 |

### Nederlandse kampioenschappen
Outdoor
| Onderdeel      | Jaar                         |
| -------------- | ---------------------------- |
| kogelstoten    | 2015, 2019                   |
| kogelslingeren | 2015, 2020, 2023, 2024, 2025 |

Indoor
| Onderdeel   | Jaar |
| ----------- | ---- |
| kogelstoten | 2015 |

## Persoonlijke records
Outdoor
| Onderdeel      | Prestatie  | Datum       | Plaats      |
| -------------- | ---------- | ----------- | ----------- |
| kogelstoten    | 20,88      | 13 mei 2018 | Knoxville   |
| discuswerpen   | 59,97      | 7 juni 2019 | Austin      |
| kogelslingeren | 79,09 (NR) | 17 mei 2024 | Los Angeles |

Indoor
| Onderdeel   | Prestatie | Datum            | Plaats       |
| ----------- | --------- | ---------------- | ------------ |
| kogelstoten | 20,72     | 10 februari 2019 | Fayetteville |

## Palmares

### kogelstoten
- 2014:  NK indoor – 18,26 m
- 2014:  Ter Specke Bokaal in Lisse – 18,25 m
- 2014:  Gouden Spike – 17,45 m
- 2014:  WK U20 – 20,17 m
- 2015:  NK indoor – 18,87 m
- 2015:  NK – 19,28 m
- 2017:  EK U23 – 19,86 m
- 2019:  NK – 20,25 m
- 2019: 11e in kwal. WK - 20,03 m

### kogelslingeren
- 2014:  Ter Specke Bokaal – 58,90 m
- 2014:  EK landenteams Superleague in Braunschweig – 63,17 m
- 2014: 11e WK U20 – 68,65 m (in kwal. 73,11 m)
- 2015:  NK – 64,60 m
- 2018: 10e in kwal. EK – 70,70
- 2020:  NK – 70,53 m
- 2023:  NK - 72,37 m
- 2024: 8e in kwal. EK - 73,45 m
- 2024:  NK - 73,55 m (MR)
- 2024: 9e in kwal. OS - 74,31 m
- 2025: 8e EK landenteams First League in Madrid - 71,79 m
- 2025:  NK - 73,26 m